# Binyamin Lau
 (novembre 2017).
Si vous disposez d'ouvrages ou d'articles de référence ou si vous connaissez des sites web de qualité traitant du thème abordé ici, merci de compléter l'article en donnant les références utiles à sa vérifiabilité et en les liant à la section « Notes et références ».
Pour les articles homonymes, voir Lau.
Binyamin Zvi (Benny) Lau (né le 20 octobre 1961 à Tel Aviv) est un rabbin israélien. Il dirige la synagogue Ramban dans le quartier de Katamon à Jérusalem, il crée aussi le projet 929 pour l'étude de la Bible en Israël. il est aussi chercheur à l'Institut Israelien de la Démocratie.

## Éléments biographiques
Benny Lau est né à Tel-Aviv. Son père, Naphtali Lau-Lavie, était un diplomate israélien. Son oncle est le Rabbin Israël Meir Lau qui deviendra plus tard Grand Rabbin d'Israël. Sa mère est issue d'une famille britannique du nom d'Eizenman-Broyer.
Lau grandit à Ramat Gan. Il réalise ses études scolaires à l’école Segoula à Bnei Brak puis au lycée Netiv Meir à Jérusalem. Il était aussi membre du mouvement de jeunesse  Bnei  Akiva. Après son bac il étudia à la Yechiva Har-Etsion et s'enrôla dans la brigade de Golani pour un service militaire de 3 ans.
Il est diplômé d'Histoire et de Talmud à l'Université Hébraïque, puis obtient un master et un doctorat à l'Université Bar-Ilan. Il réalisa son doctorat sous la direction du Professeur Daniel Sperber sur la méthode d'halakha du Rav Ovadia Yossef.
En 1985 il se marie avec Noa (avec qui il aura 6 enfants) et part s'installer au kibboutz Saad où  il sera enseignant au lycée. Il termine aussi ses études de rabbinat à la Yechiva du kibboutz Ein-Tzurim. En 1993 il est nommé Rabbin du kibboutz Saad, et le restera jusqu'en 2000. Durant ces années il part aussi en mission pour le Bnei Akiva à Londres. Il enseigna aussi durant un an à la Yechiva du Kibboutz Ein-Tzurim.
À partir de 1998 il est actif au sein de l'organisme Moracha à Jérusalem dont il dirigera le Beth Midrash jusqu'en 2012. En 2000 il créa aussi au sein de cet organisme le Beth Midrash pour femmes qu'il dirigera pendant 5 ans, ainsi que le Beth Midrash pour la Justice Sociale en 2005 qui a pour but d’insérer des questions sociales au sein du dialogue religieux en Israël. Il publie aussi des articles dans le journal Akdamot du Beth Midrash Moracha.
En 2000 il s'installe a Jérusalem où il dirige depuis 2002 la synagogue Ramban. Il fut aussi rabbin des écoles Himelfarb (gracons) et Pelekh (filles). En 2013 il commence son travail à l'Institut Israélien de la Démocratie où il est chargé du projet des droits de l'homme dans le Judaïsme sur le terrain. 
Entre 2007 et 2009 il écrit dans la rubrique culture et littérature du journal Haaretz, et participe a une émission de télévision. Il est souvent interviewé dans les médias sur des questions de religion et d'état.
En 2014 il crée avec le Vice-Ministre israélien de l'Éducation le "projet 929" pour encourager l’étude de la Bible en Israël.
Sa femme est la directrice d'un programme de formation de conseillère en matière de Halakha.

## Œuvres
- (he) ממרן עד מרן, "De Maran jusqu’à Maran", 2005, sur la méthode d'Halakha du Rav Ovadia Yossef
- (he) חכמים, "Les Sages", en quatre volumes (2006, 2007, 2008, 2011), sur les sages de la Michna et de l’époque talmudique.
- (he) אתנחתא - קריאות בפרשת השבוע, Etna'hta - lectures de la section hebdomadaire de la Torah (2009).
- (he) ירמיהו - גורלו של חוזה, Jérémie - Le Destin d'un Prophète (2011)
- (he) אסתר - קריאה במגילה, Une Lecture de la Meguila d'Esther (2011)
- (he) עושים סדר במשפחה, Faisons de l'ordre dans la famille (2012), sur le Séder de Pessa'h pour les enfants.
- (he) ישעיהו - כציפורים עפות, Isaïe - Comme des oiseaux (2013).
- (he) שמואל - בקודש חזיתיך, sur le prophète Samuel (2014).
- (he) שמונה נביאים - בעבותות אהבה, sur 8 des douze petits prophètes (2016).